# Motorway M32

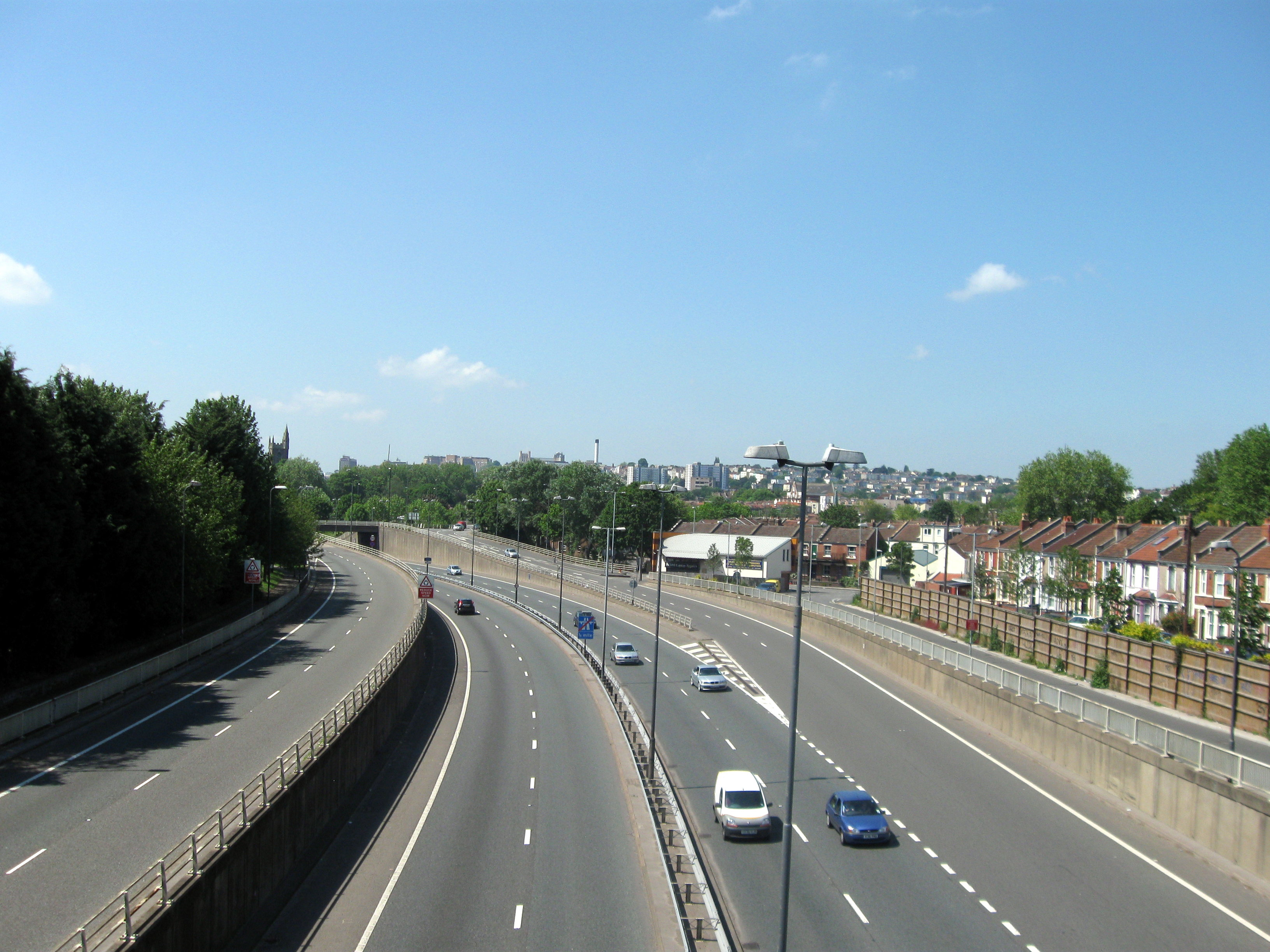
La Motorway M32.

La M32 è un'autostrada britannica che collega la città di Bristol alla M4 e, con una lunghezza di 6,4 km chilometri (4 miglia), è una delle autostrade più brevi della Gran Bretagna.
Nel suo percorso dispone di quattro corsie di marcia salvo l'ultima parte verso il centro della città che ne ha sei.
È stata costruita tra il 1966 e il 1975 ed è stata inaugurata in tre fasi.

## Percorso
| Motorway M32 |            |                                                                            |                    |                                                          |
| Miglia       | Chilometri | Uscite in direzione nord (carreggiata A)                                   | Uscite             | Uscite in direzione sud (carreggiata B)                  |
| 5.0          | 8.0        | Londra, Swindon M4 (Est) SOUTH WALES M4 (Ovest), SOUTH WEST, Midlands (M5) | Capolinea (M4 U19) | Bristol (Centro) M32, Ring Road (A4174)                  |
| 5.0          | 8.0        | Londra, Swindon M4 (Est) SOUTH WALES M4 (Ovest), SOUTH WEST, Midlands (M5) | Capolinea (M4 U19) | Inizio dell'autostrada                                   |
| 4.5 4.3      | 7.3 6.9    | Filton, Kingswood, Ring Road A4174                                         | U1                 | Ring Road, Filton, Kingswood A4174                       |
| 1.9 1.7      | 3.0 2.7    | Stapleton & Frenchay Horfield & Fishponds                                  | U2                 | Fishponds, Horfield B4469                                |
| 0.9 0.7      | 1.4 1.1    | Inizio dell'autostrada                                                     | U3 Capolinea       | A4320 Bath A4                                            |
| 0.9 0.7      | 1.4 1.1    | Chippenham (A420), Bath (A431) A4320                                       | U3 Capolinea       | La strada continua come A4032 verso il centro di Bristol |